# Friedrich Balling
Friedrich Balling (* 1. September 1803 in Gabrielahütten, Nordböhmen; † 17. August 1859 in Krumau, Südböhmen) war ein österreichischer Chemiker, Hüttendirektor und von 1852 bis 1859 Zentraldirektor eisenverarbeitender Werke.

## Leben
Als Absolvent des Polytechnikum in Prag wurde Friedrich Balling, ein Sohn von Michael Balling (1776–1848), im Jahre 1823 Praktikant im Montanwerk Zbiroh in Böhmen unter seinem Vater k.k. Oberhüttenamts-Direktor Michael Balling. In den Jahren 1828 und 1829 war Friedrich Balling Kontrolleur der Eisenhütte Mitrowitz, 1829 bis 1836 Hüttenverwalter in Neustadtl in Mähren, von 1836 bis 1839 Amtsverwalter der Graf Kolowrat’schen Eisenhütte Rosahütte in der Herrschaft Solnitz in Ostböhmen. Er wurde 1840 bis 1842 Direktor der Eisenwerke Plan und Schlackenwerth in Westböhmen und anschließend 1842 bis 1852 Direktor des Eisenwerkes Adolfsthal bei Krumau.
Im Jahre 1852 trat Friedrich Balling in den Dienst des Fürstenhauses Schwarzenberg als Zentraldirektor der montanistischen Werke mit Verwaltungssitz in Krumau.

## Familie
Friedrich Balling ist der ältere Bruder des Chemikers Karl Josef Napoleon Balling, Professor und Rektor des Polytechnikums in Prag und Onkel des Chemikers Karl Albert Max Balling, Professor an der Bergakademie Pribram. Aus seiner Ehe mit Anna Hartig († Krumau 1887 im Neumann’schen Haus am Ringplatz) stammt der Sohn Friedrich Balling (* 1834 in Vrist bei Neustadtl in Mähren; † 1896), Fürst Schwarzenberg’scher Bergdirektor in Schwarzbach bei Krumau in Südböhmen, welcher in 1. Ehe verheiratet war mit Ernestine Höcht (1841–1863), einer Kaufmannstochter aus Postelberg in Böhmen; in 2. Ehe mit Aloisia Faber (1836–1865), Tochter eines Bezirkshauptmann in Krumau und in 3. Ehe mit Ida Ebenhöch (* 1847 in Bzy bei Moldauthein in Böhmen; † 1901 in Königliche Weinberge), Tochter des Anton Ebenhöch (1801–1866) Fürst Schwarzenberg’scher Direktor in Südböhmen und dessen Ehefrau Elisabeth, geborene Haslinger (1805–1892), aus Krumau. Er hatte aus der 1. Ehe die Kinder Fritz Balling und Anna Balling und aus der 3. Ehe die Söhne Richard Balling (1868–1929), Fürst Schwarzenberg’scher Direktor in Postelberg in Böhmen, verehelicht mit Anna, geborene Wurmisch aus Lobositz und Anton Balling (* 1869 in Postelberg; † 1927) k.k. Notar in Zuckmantel in Schlesien, nach 1918 in Römerstadt in Mähren. Im Jahr 1907 war er Verfasser einer vervielfältigten Handschrift: Zweihundert Jahre Familiengeschichte.

## Handschriftliche Aufzeichnungen
- Anton Balling (* 1869 in Postelberg in Böhmen; † 1927, kaiserlich königlicher Notar und Enkel des Friedrich Balling (1803–1859)): 200 Jahre Familiengeschichte, Vervielfältigtes Manuskript, zusammengestellt im Jahre 1907 in Zuckmantel (Zlaté Hory) in Schlesien mit Ergänzungen aus dem Jahre 1918 in Römerstadt in Mähren.
- Emil van der Abeele (1872–1952): Genealogischer Nachlass im Sudetendeutschen genealogisches Archiv in Regensburg in Bayern, Namensträger Balling in Böhmen
- Sudetendeutscher Museums- und Archivverein e. V., München, Namensträger Balling in Böhmen.
- Dienstakten der Beamten des Fürstenhauses Schwarzenberg, Staatliches Archiv (Schlossarchiv) in Krumau (Cesky Krumlov) in Südböhmen, Namensträger Balling.